# Central Valley

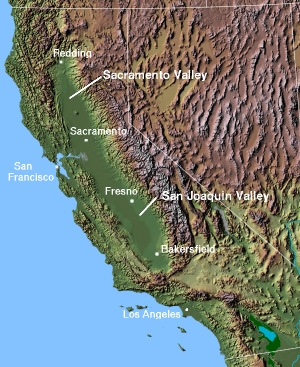
De Central Valley

De Central Valley (ook bekend als Great Central Valley, Great Valley, The Valley en The Golden Empire) is een lang en vlak dal dat door een groot deel van de Amerikaanse staat Californië loopt.
De Central Valley strekt zich uit van noord naar zuid over een afstand van ongeveer 700 km en bestaat uit twee delen: de noordelijke Sacramento Valley en de zuidelijke San Joaquin Valley. Hierdoor stromen respectievelijk de rivieren de Sacramento en de San Joaquin. Zij vloeien iets ten westen van de plaats Stockton samen en vormen dan de Sacramento-San Joaquindelta.
Het dal is aan alle kanten door bergketens omgeven: de Cascade Range in het noorden, de Sierra Nevada in het oosten, de Tehachapi Mountains in het zuiden en de Pacific Coast Ranges en Baai van San Francisco in het westen. Het bekken van de Central Valley werd geologisch gevormd door subductie van de Farallonplaat in een trog in de Grote Oceaan.
In het gebied wonen zo'n 6,5 miljoen mensen. Het is de regio van Californië met de snelst toenemende bevolking. De grootste stad is Sacramento, de hoofdstad van Californië, met 2 miljoen inwoners in de hele agglomeratie. Het dal heeft een mediterraan klimaat, de bevolking is er afhankelijk van de landbouw. Het is de belangrijkste bron in de Verenigde Staten voor tomaten, amandelen, druiven, katoen, abrikozen en asperges.
Het dal wordt regelmatig door overstromingen getroffen, vooral in de regio Sacramento. In 2003 bestemde het Amerikaanse Congres 220 miljoen dollar voor maatregelen om deze regio beter te beschermen tegen overstromingen.

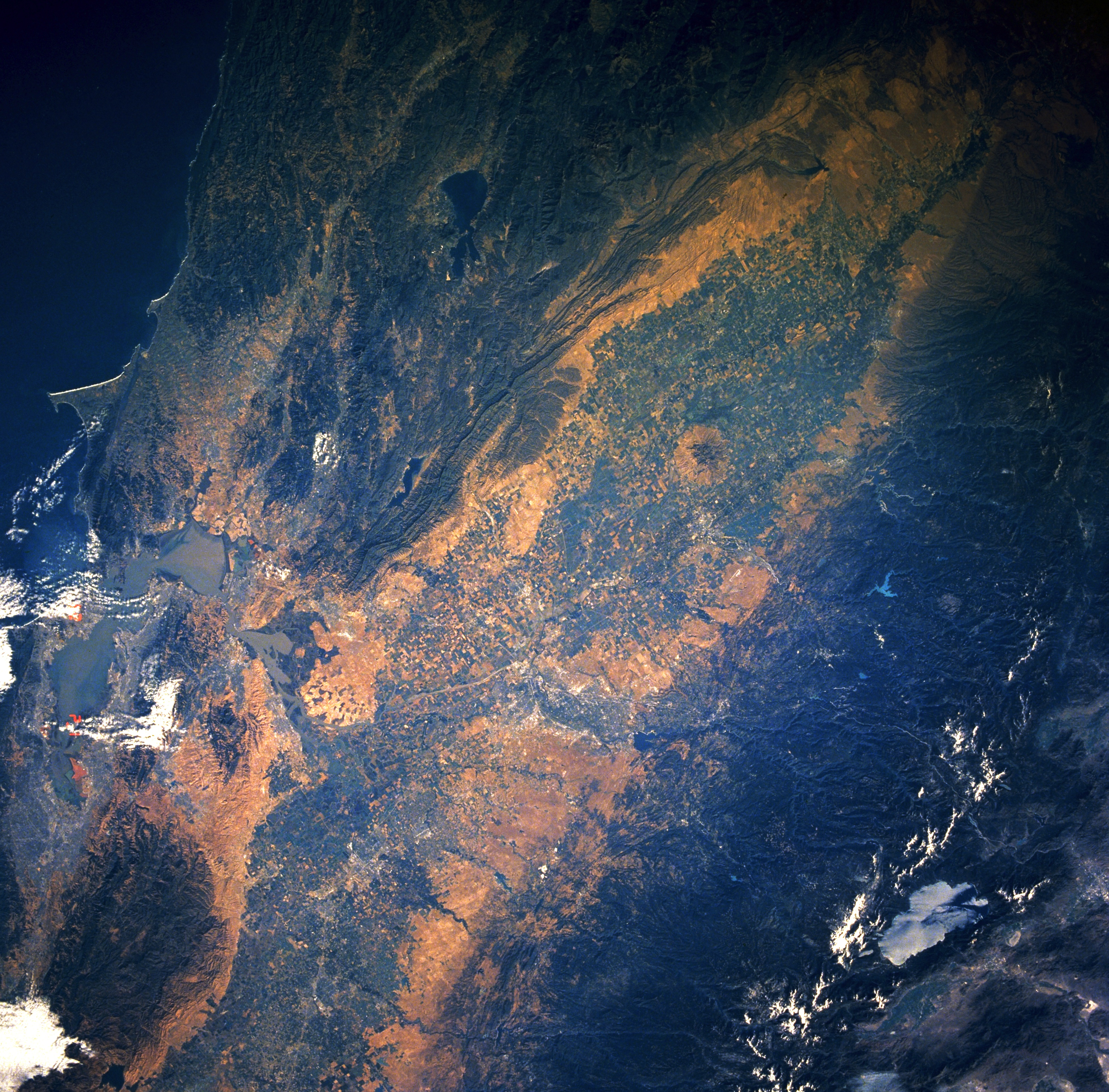
Ruimtefoto
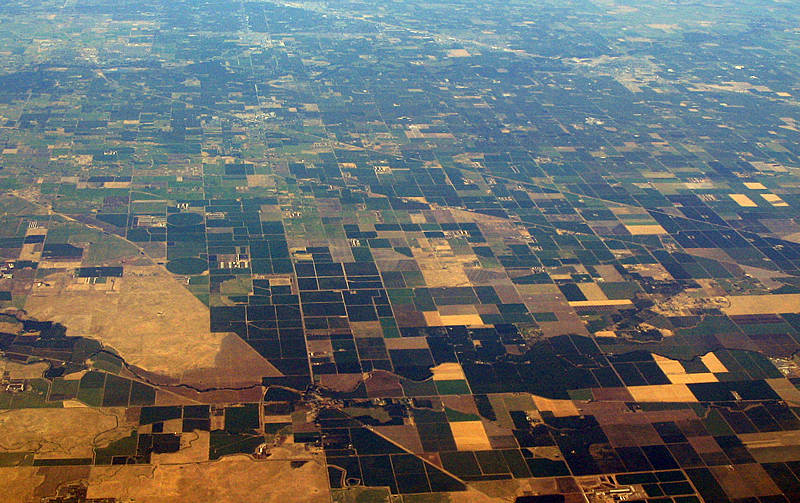
Luchtfoto

Hoofdstad: Sacramento
Regio's: Antelope Valley · Big Sur · Cascade Range · Central Coast · Central Valley · Channel Islands · Coachella Valley · Conejo Valley · Cucamonga Valley · Death Valley · East Bay · East County · Emerald Triangle · Gold Country · Greater Los Angeles · Grote Bekken · Imperial Valley · Inland Empire · Klamath Basin · Lake Tahoe · Los Angeles Basin · Lost Coast · Mojave · Mountain Empire · Noord-Californië · North Bay · North Coast · North County · Oost-Californië · Owens Valley · Oxnard Plain · San Francisco Peninsula · Pomona Valley · Sacramento Valley · San Bernardino Valley · San Diego–Tijuana · San Fernando Valley · San Francisco Bay Area · San Gabriel Valley · San Joaquin Valley · Santa Clara Valley · Santa Clarita Valley · Shasta Cascade · Sierra Nevada · Silicon Valley · South Bay (LA) · South Bay (SD) · South Bay (SF) · South Coast · Southern Border Region · Upstate California · Wine Country · Yosemite · Zuid-Californië
Metropolitane gebieden: Bakersfield · Chico · Fresno · Los Angeles-Long Beach-Glendale · Modesto · Napa · Oakland-Fremont-Hayward · Oxnard-Thousand Oaks-Ventura · Riverside-San Bernardino-Ontario · Sacramento-Roseville · Salinas · San Diego-Carlsbad-San Marcos · San Francisco-San Mateo-Redwood City · San Jose-Sunnyvale-Santa Clara · San Luis Obispo-Paso Robles · Santa Ana-Anaheim-Irvine · Santa Barbara-Santa Maria · Santa Cruz-Watsonville · Santa Rosa-Petaluma · Stockton · Vallejo-Fairfield · Visalia-Porterville · Yuba City
County's: Alameda · Alpine · Amador · Butte · Calaveras · Colusa · Contra Costa · Del Norte · El Dorado · Fresno · Glenn · Humboldt · Imperial · Inyo · Kern · Kings · Lake · Lassen · Los Angeles · Madera · Marin · Mariposa · Mendocino · Merced · Modoc · Mono · Monterey · Napa · Nevada · Orange · Placer · Plumas · Riverside · Sacramento · San Benito · San Bernardino · San Diego · San Francisco · San Joaquin · San Luis Obispo · San Mateo · Santa Barbara · Santa Clara · Santa Cruz · Shasta · Sierra · Siskiyou · Solano · Sonoma · Stanislaus · Sutter · Tehama · Trinity · Tulare · Tuolumne · Ventura · Yolo · Yuba
Portaal Californië